# 엑타시스기

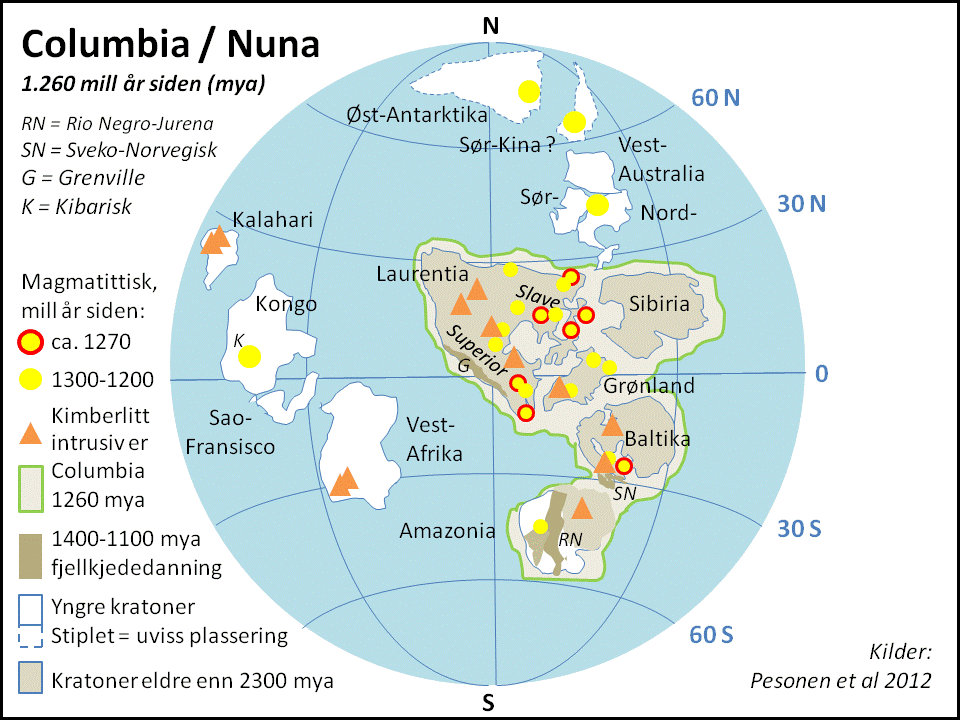

엑타시스기는 중원생대의 두 번째 기이다. 그리스어로 신장,확장을 뜻하는 ectasis에서 유래한다. 이 시기에 그렌빌 조산 운동이 시작되어 많은 산이 생겨났으며 로디니아 초대륙이 형성되었다. 이 시기에 형성된 산맥들이 현재 대륙들에도 남아 있다. 캐나다 서머셋섬의 헌팅턴 포메이션에서 발견된 진핵생물의 화석은 지금까지 알려진 생물 중 가장 오래된 유성생식종이며, 최초의 다세포 생물이라 할 수 있다.